# Blabomma uenoi
Espèce
Blabomma uenoi est une espèce d'araignées aranéomorphes de la famille des Cybaeidae.

## Distribution
Cette espèce est endémique de Corée du Sud.

## Publication originale
- Paik, Yaginuma & Namkung, 1969 : Results of the speleological survey in South Korea 1966 XIX. Cave-dwelling spiders from the southern part of Korea. Bulletin of the National Museum of Nature and Science Tokyo, vol. 12, p. 795-844.